# Dunkin'
Dunkin' (anteriormente Dunkin' Donuts) es una cadena multinacional de franquicias de tipo cafetería especializada en donas, fundada por William Rosenberg en 1950 en Quincy, Massachusetts, Estados Unidos. «Dunkin' Donuts» se puede traducir como «Remojando donas», ya que «dunkin'» es la contracción del gerundio del verbo inglés «to dunk» («dunking»), el cual significa ‘remojar’.
La empresa matriz de la cadena actualmente se denomina Dunkin' Brands, la cual también es propietaria de la firma de helados Baskin Robbins.
La oferta principal de las cafeterías de esta marca se basa en el café y las rosquillas al estilo americano, las cuales se ofrecen en multitud de sabores y con coberturas de colores llamativos. Con el tiempo, la cadena fue ampliando su gama de productos, hasta llegar a ofrecer también granizados, helados, gaseosas, tés, sándwiches, jugo de frutas o aperitivos.
La estrategia de marca de Dunkin' Donuts está focalizada principalmente en el público juvenil, utilizando una tipografía gruesa y de aspecto amable y los colores rosa, naranja y marrón. Su modelo de negocio es similar al de algunas cadenas de comida rápida como McDonald's o Burger King, dando un servicio casi instantáneo, sin camareros, y en bandejas individuales o en envases para llevar.
La competencia directa de Dunkin' Donuts en la mayoría de países suele ser la cadena de cafeterías Starbucks Coffee.
En España, la empresa utiliza la marca Dunkin' Coffee desde 2007 porque el término «donuts» está registrado en exclusiva por otra empresa.

## Historia

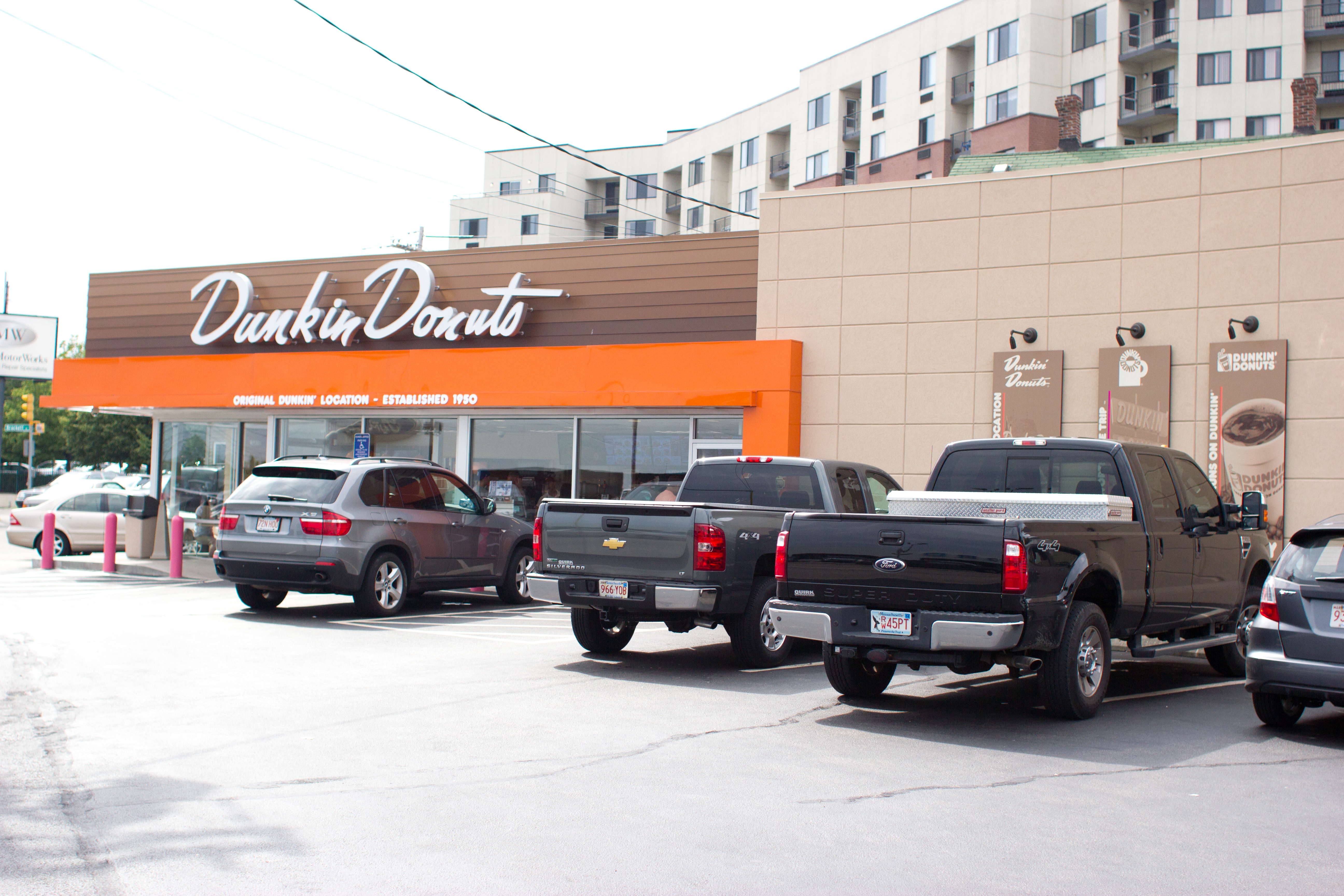
Primera cafetería Dunkin' en Quincy, tras su remodelación en el año 2000.

Los principales productos que comercializa Dunkin' son las rosquillas y el café

En 1948, William Rosenberg y Stephen So abrieron su primer restaurante, llamado Open Kettle, en Quincy, Massachusetts, al cual posteriormente renombraron como Dunkin' Donuts en 1950.
En 1990 fue adquirida por Allied Lyons, que poco antes había comprado a su competidora Mister Donut. En 2004, la sede de la empresa se trasladó a Cantón. En 2010, las ventas de todo el sistema mundial de Dunkin' Donuts fueron de 6 mil millones de dólares americanos.
Dunkin' Donuts, junto con Baskin Robbins, es copropiedad de Dunkin' Brands, Inc. (previamente conocida como Allied Domecq Quick Restaurants). Dunkin' Brands también era propietario de la franquicia Togo, pero la vendió a finales de 2007 a una empresa de capital privado.
En 2005 Allied Domecq pasó a ser propiedad de la empresa francesa de bebidas Pernod Ricard, llegándose a un acuerdo para vender las cadenas a un consorcio de tres firmas de capital privado, Bain Capital Partners, Carlyle Group y Thomas H. Lee Partners. En 2006 se estableció Dunkin' Brands.
En 2018 se anuncia el cambio de nombre a Dunkin', eliminando así la palabra «donuts» de su nombre.

## Oferta ampliada del menú
Dunkin' ha ampliado significativamente su menú para atraer a una variedad más amplia de gustos y preferencias. Más allá de su emblemático café y donuts, la cadena ahora ofrece una amplia variedad de bebidas, incluidas opciones de café caliente y helado, bebidas con espresso, tés, bebidas frías y especialidades como el Brown Sugar Shakin' Espresso. Dunkin' también ofrece una diversa selección de productos de panadería, desde los tradicionales donuts hasta muffins y croissants, e introduce artículos de temporada como donuts en forma de corazón y sabores festivos en ocasiones especiales. Además, la marca atiende los antojos salados con sándwiches y wraps para el desayuno y el almuerzo, como el Maple Sugar Bacon Wake-Up Wrap y el Sweet Black Pepper Bacon Breakfast Sandwich.
Para mejorar aún más su atractivo, Dunkin' introduce con frecuencia ofertas de temporada y productos limitados, manteniendo su menú fresco y emocionante para los clientes. Esto incluye bebidas y donuts temáticos para las festividades como el Holiday Cookie Latte, el White Hazelnut Bark Coffee y los donuts de temporada. La cadena también ofrece opciones de personalización para las bebidas, como la elección de alternativas de leche y niveles ajustables de dulzura, lo que permite a los clientes disfrutar de una experiencia personalizada. Además, con la información nutricional disponible para todos los productos, Dunkin' da prioridad a la transparencia, lo que ayuda a los consumidores conscientes de la salud a tomar decisiones informadas al elegir sus productos.

## En el mundo

Ubicaciones actuales
Solamente bases militares
Ubicaciones futuras planificadas
Ubicaciones anteriores

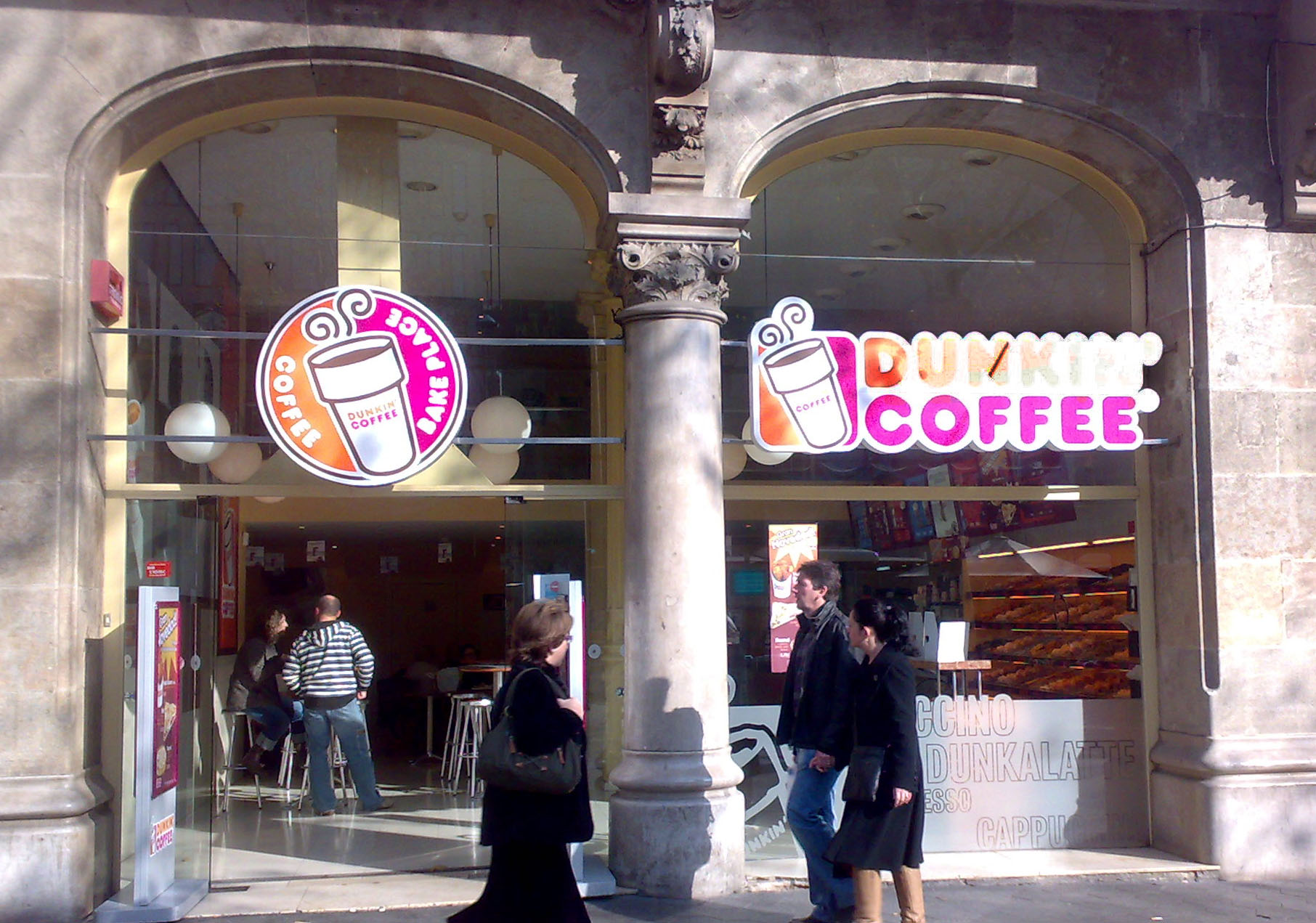
Cafetería Dunkin'Coffee en Barcelona. En España, la franquicia adquirió esta denominación al ser "Donut" una marca registrada por Panrico.

- La empresa está presente en Chile desde el año 1997, con su primer local en la calle "El Bosque".

- En Colombia, la idea nació en diciembre de 1981 cuando a su regreso de Estados Unidos, el empresario Miguel Merino le comentó a Jorge Röthlisberger la posibilidad de tener una licencia para Colombia de Dunkin Donuts, industria que había podido observar durante un año de permanencia en ese país. En abril de 1982 se formó la sociedad conformada por el grupo de Walter Röthlisberger & Co. Ltda., el Grupo Merino y el Grupo Maldonado: Donucol Limitada y en septiembre se abrió la primera tienda, en Chapinero. 30 años después la empresa tiene presencia en Bogotá, Chía, Soacha, Medellín, Rionegro, Cali, Palmira, Ibagué, Manizales, Armenia (Quindío), Pereira y Barranquilla. Existió una tienda en el sector de Bocagrande en Cartagena. En virtud de un acuerdo firmado en julio de 2012, se abrirán 70 puntos más en los próximos 10 años y se fortalecerán las opciones de menú inspiradas en las tendencias de sabores locales como los donuts de manjar blanco, veleño y papayuela.[5]

- En España, la marca "Donuts" ya estaba previamente registrada por la empresa Panrico, por lo que la empresa nació como una joint-venture (sociedad mixta) entre Allied Domecq y Panrico (Allied poseía en aquel tiempo el 50% de la panificadora) a fin de poder usar la marca "Dunkin' Donuts". En 2006, la venta de Dunkin' Donuts y Panrico a diferentes entidades (por parte de Pernod-Ricard) significó el fin del vínculo, por lo que la cadena se vio obligada a modificar su marca comercial, pasando a llamarse "Dunkin' Coffee".[6]

- En Perú, el 10 de diciembre de 1996, abre la primera tienda en la Av. Larco en el distrito de Miraflores. En el 2007, Dunkin’ Donuts ya tiene 49 puntos de venta en Lima y 17 de ellos son tiendas. Los planes de expansión incluyen la apertura de 25 nuevas tiendas y la venta de Coolatta, una chicha elaborada a base de maíz morado peruano.

- La cadena operó brevemente en Argentina, cerrando en 1998 por falta de ventas. Desde entonces se ha buscado un regreso al país de Dunkin' Donuts. También tuvo presencia en Bolivia y Venezuela.

- A principios de los años 1990, Dunkin' Donuts intentó llegar sin mucho éxito al mercado europeo, tan solo manteniendo funciones en Alemania y España. En años recientes regresó al Reino Unido y Noruega.

- Dunkin' Donuts apareció en Japón el año 1970, sin embargo la arremetida de su rival Mister Donut significó una paulatina caída de ventas. Cuando ambas empresas pasaron a ser parte de Allied Lyons en 1990, todos los locales Dunkin' Donuts en Japón pasaron a ser Mister Donut (caso contrario a lo que ocurrió en Norteamérica).

Además tiene presencia en Alemania, Arabia Saudita, Bahamas, Brasil, Bulgaria, Islas Caimán, Canadá, Catar, China, Colombia, Corea del Sur, Costa Rica, Ecuador, Emiratos Árabes Unidos, España, Filipinas, Georgia, Guatemala, Honduras, Hong Kong, Indonesia, Japón, Kuwait, Líbano, Malasia, México, Nueva Zelanda, Pakistán, Panamá, Perú, Puerto Rico, Rusia y Tailandia.